# Argalista crassicostata
Argalista crassicostata is een slakkensoort uit de familie van de Colloniidae. De wetenschappelijke naam van de soort is voor het eerst geldig gepubliceerd in 1905 door Murdoch.